# Franz Jung (Mathematiker)
Franz Jung (* 14. Mai 1872 in Hohenelbe; † 3. Dezember 1957 in Wien) war ein österreichischer Mathematiker und Hochschullehrer. Er war Rektor der Technischen Hochschule Wien.

## Leben
Franz Jung studierte an der Universität Prag Mathematik und Chemie. 1896 legte er dort die Lehramtsprüfung ab und 1899 promovierte er zum Dr. phil. 1904 habilitierte er sich an der Deutschen Technischen Hochschule Prag.
1905 wechselte er an die Technische Hochschule Wien, wo er zunächst Honorardozent und ab 1911 außerordentlicher Professor war. 1919 wurde er zum ordentlichen Professor für Allgemeine und Analytische Mechanik berufen. In den Studienjahren 1921/22 und 1922/23 stand er als Dekan der Allgemeinen Abteilung vor, im Studienjahr 1930/31 war er gewählter Rektor der Technischen Hochschule Wien. Im Sommersemester 1945 war er Dekan der Fakultät für Angewandte Mathematik und Physik. 1946 wurde er emeritiert. 1947 erhielt er die Ehrendoktorwürde der Technischen Hochschule Wien.
Er starb 1957 im Alter von 85 Jahren und wurde am 9. Dezember 1957 am Wiener Zentralfriedhof bestattet.